# Cheiracanthium insulare (Vinson)
Cheiracanthium insulare là một loài nhện trong họ Miturgidae.
Loài này thuộc chi Cheiracanthium. Cheiracanthium insulare được miêu tả năm 1863 bởi Vinson als Clubiona insularis.

## Voorkomen
Loài này được phát hiện ở Réunion.